# Сэккынгъяха
Сэккынгъяха (устар. Сакын-Яха) (также Асигипъях) — река в России, протекает по Ханты-Мансийскому АО. Устье реки находится в 77 км по правому берегу реки Малый Юган. Длина реки составляет 87 км, площадь водосборного бассейна 834 км².
В 39 км от устья, по левому берегу реки впадает река Сурь-Яха

## Данные водного реестра
По данным государственного водного реестра России относится к Верхнеобскому бассейновому округу, водохозяйственный участок реки — Обь от города Нефтеюганск до впадения реки Иртыш, речной подбассейн реки — Обь ниже Ваха до впадения Иртыша. Речной бассейн реки — (Верхняя) Обь до впадения Иртыша.
Код объекта в государственном водном реестре — 13011100212115200048939.

### Притоки (км от устья)
- 39 км: река Сурьяха (лв)
- Комариная (пр)
- ручей Сэккынгъяха (пр)